# Otto Fabricius
Pour les articles homonymes, voir Fabricius.
Otto Fabricius, né à Rudkøbing le 6 mars 1744 et mort à Copenhague le 20 mai 1822, est un naturaliste et missionnaire danois.

## Biographie
Il se rend au Groenland en 1768 pour évangéliser les Inuits. Durant cinq ans, il réalise de nombreuses observations sur les mœurs des Esquimaux ainsi que sur la faune. En 1780, il fait paraître Fauna Groenlandica et un lexique de grammaire en langue inuit. Il réalise également la traduction d'un catéchisme et du Nouveau Testament dans cette même langue.

## Liste partielle des publications
- Fauna Groenlandica, systematice sistens animalia Groenlandiæ occidentalis hactenus indagata, qvoad nomen specificum, triviale, vernaculumqve; synonyma auctorum plurium, descriptionem, locum, victum, generationem, mores, usum, capturamqve singuli, prout detegendi occasio fuit, maximaque parte secundum proprias observationes - Hafn. ; Lips., 1780.
- Bidrag til Bibel-Kundskab ved oplysende Anmærkninger over vigtige og vanskelige Steder i den hellige Skrift - Kopenhagen, 1783-1787.
- Fem Taler, til Erindring af den Kongelige Stiftelse for fader- og moderløse Børn, holdne i Waysenhuus-Kirken i Aarene 1783 til 1787 - Kopenhagen, 1787.
- Forsøg til en forbedret grønlandsk Grammatica - Kopenhagen, 1791 (2. Auflage Kopenhagen, 1801).
- Den grønlandske Ordbog - Kopenhagen, 1804.
- Grønlandsbeskrivelse Herausgegeben von A. Ostermann - Kopenhagen, 1946 (= Meddelelser om Grønland Band 129, Nr. 4).